# Negrón
Negrón es una aldea situada al suroeste de la villa de Vallanca, en la comarca del Rincón de Ademuz, provincia de Valencia, (Comunidad Valenciana, España).
Camino de Vallanca en 1792, el botánico Cavanilles nombra a Negrón, citándola como «aldea de 30 vecinos, situada al sur de Vallanca», ello supone que la localidad superaba entonces los cien habitantes.

## Ubicación
El caserío de Negrón se asienta en una ladera, encarado a levante, en la margen izquierda de la Rambla de Negrón, también conocida como Barranco de Gil, a 1.080 metros de altitud. Aguas arriba del barranco, hacia la cabecera del valle y en posición suroccidental, se hallan las zonas de cultivo denominadas El Noguera y Somonegrón. El núcleo originario de la aldea se halla próximo a la fuente que la abastecía, que se prolonga hasta una zona llana y abierta en la parte alta, donde se levanta la iglesia parroquial.

## Patrimonio histórico-artístico

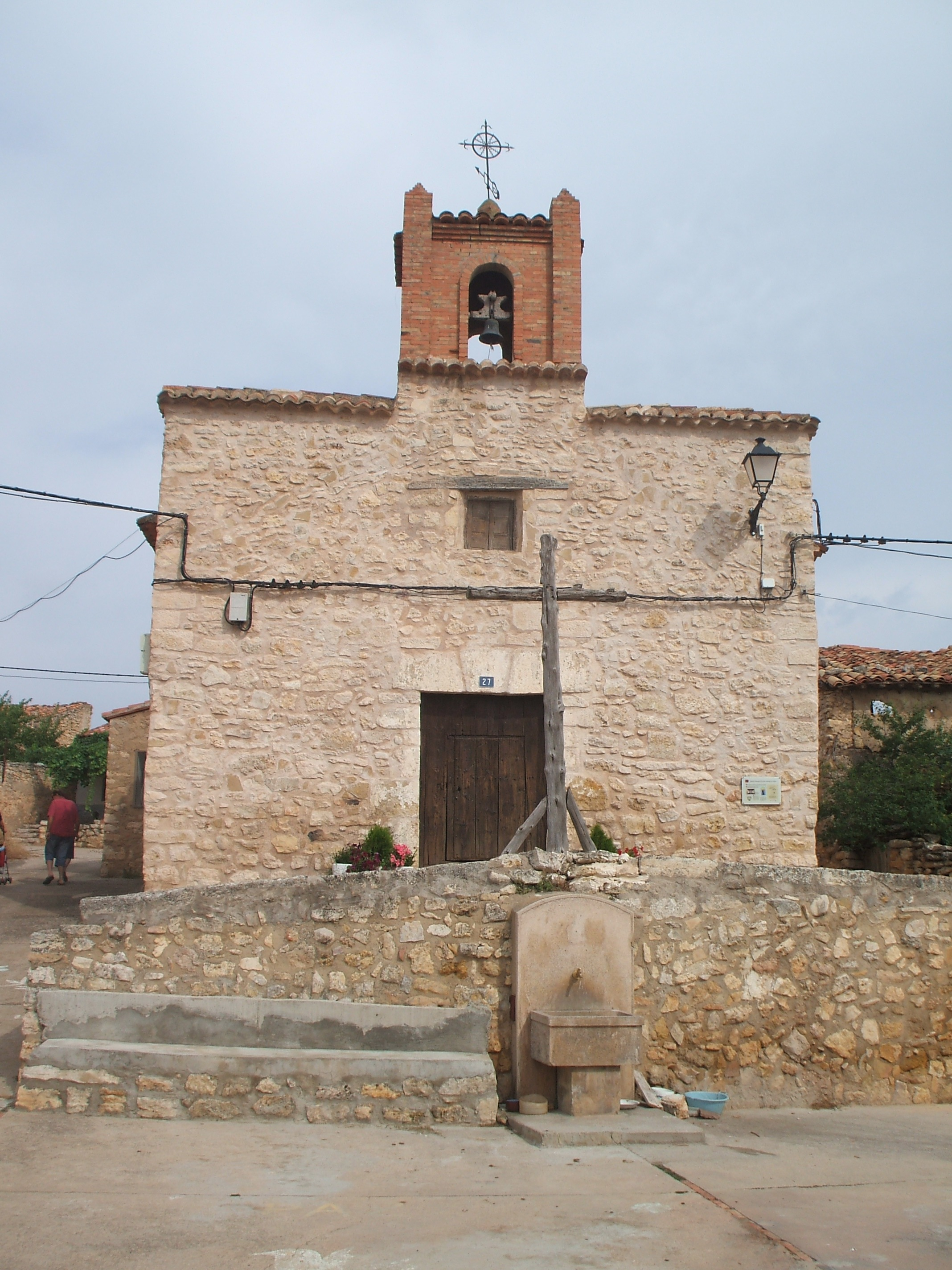
Iglesia de San Antonio de Padua.. Negrón.

- Iglesia parroquial de San Antonio de Padua. Pequeño templo del siglo XVIII.
- Cementerio municipal, recinto sito al poniente de la aldea, cuya señalización más antigua data de 1922.[3]-[4]
- Fuente de Negrón, luce un amplio frontis triangular y profundo abrevadero.
- Fuente del Canalón, también conocida como «Fuente del Chopo» -en razón del monumental álamo blanco que hay en su entorno-: caudaloso manantial a los pies del Pinar Llano, frente a la localidad.
- Lavadero público, situado por debajo de la «Fuente del Chopo», tras cuya restauración ha perdido las características constructivas tradicionales que poseía.
- Carrasca de Negrón, encina cinco veces centenaria sita en la «Hoya Tomás», partida de Somonegrón.[5]
- Chopo de Negrón, chopo blanco bicentenario situado en el paraje de la Fuente del Canalón, catalogado como «Árbol Monumental de la Comunidad Valenciana.»[6]

## Fiestas y tradiciones
Desde antaño, fueron célebres y muy concurridos los festejos de San Antonio de Negrón, donde acudían especialmente las mozas casaderas a tirar del cordón del hábito del santo, con el objeto de obtener novio lo antes posible.

## Galería

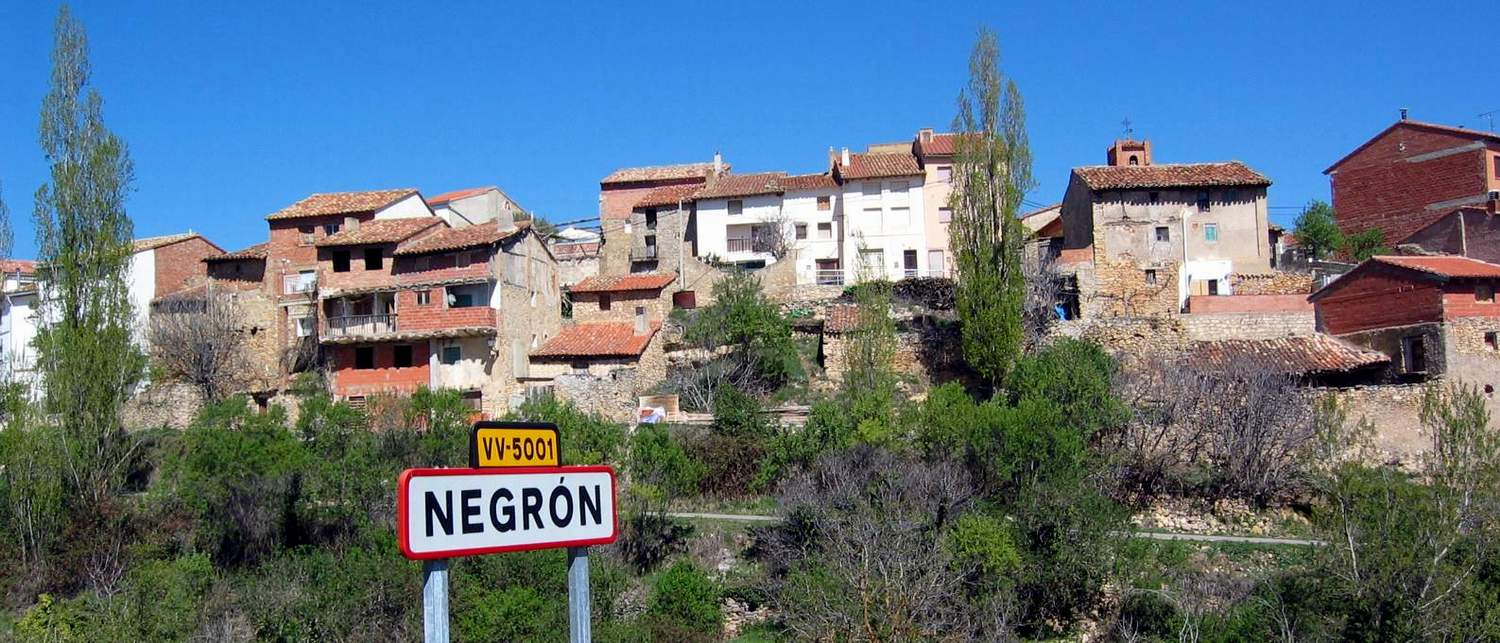
Vista parcial de Negrón, Vallanca (Valencia), desde la carretera CV-478.
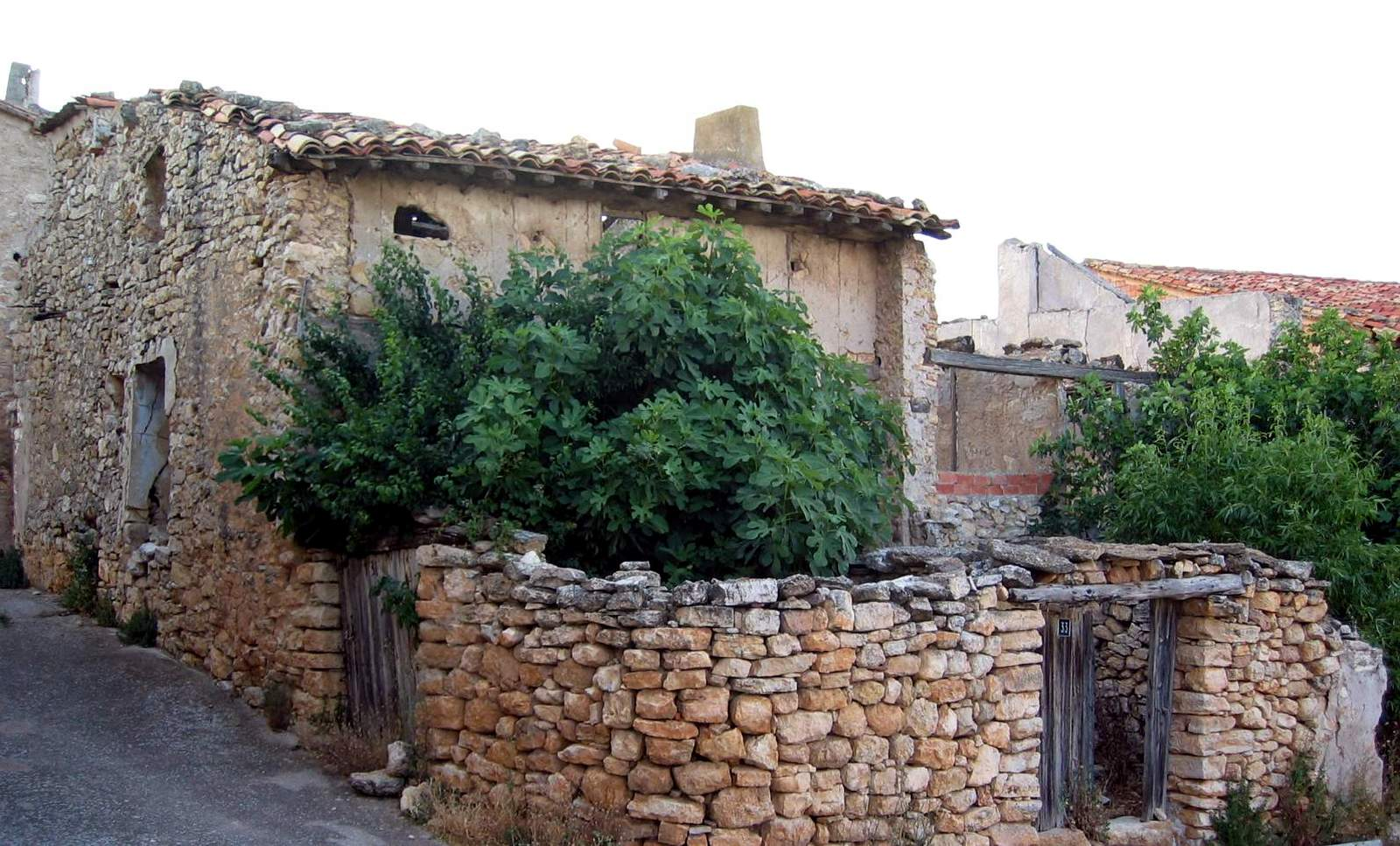
Construcción tradicional (vernacular) en Negrón, Vallanca (Valencia), ya desaparecida.
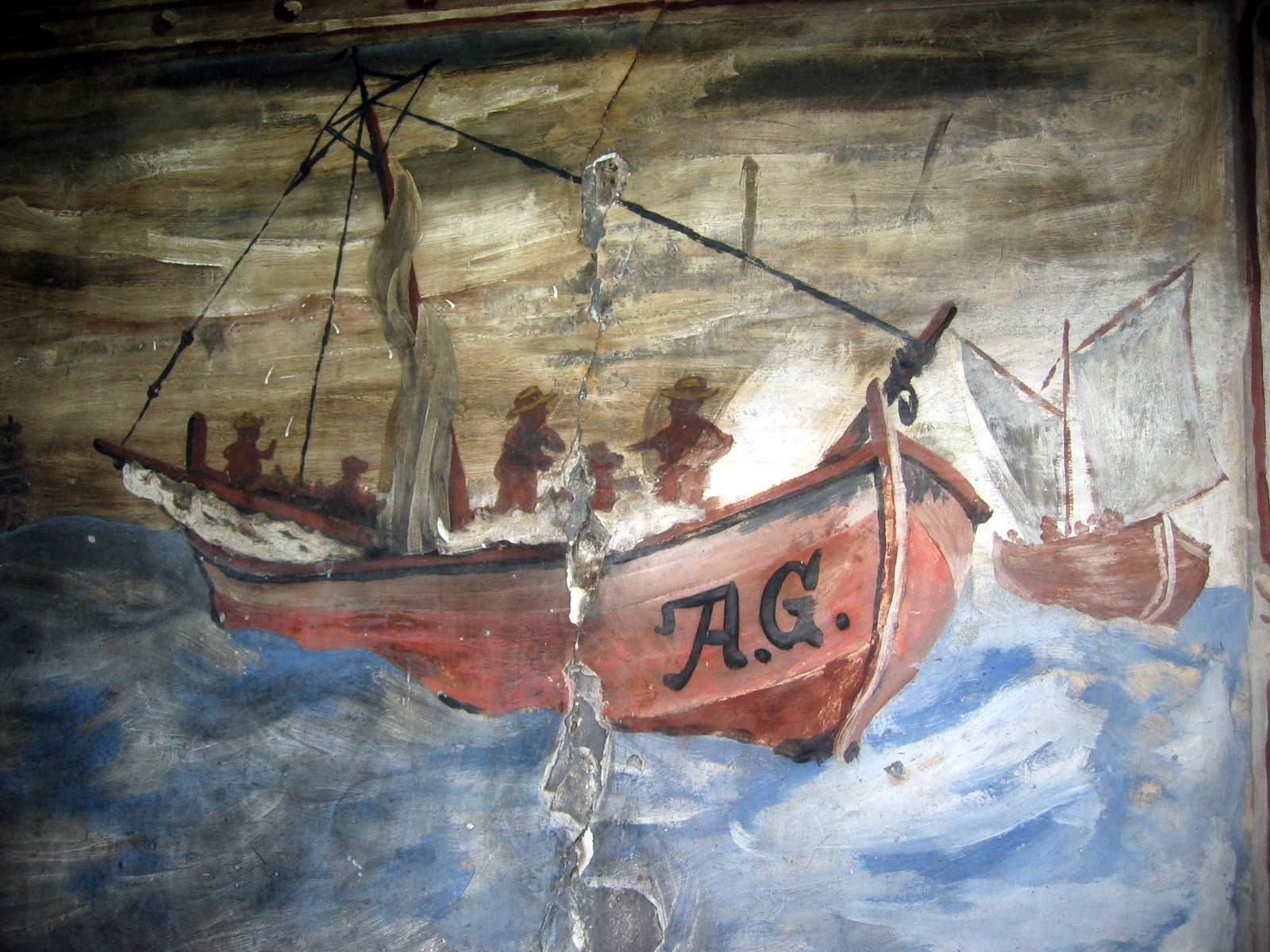
Detalle de pinturas murales en una casa de Negrón, Vallanca (Valencia). Intersiglo XIX-XX.
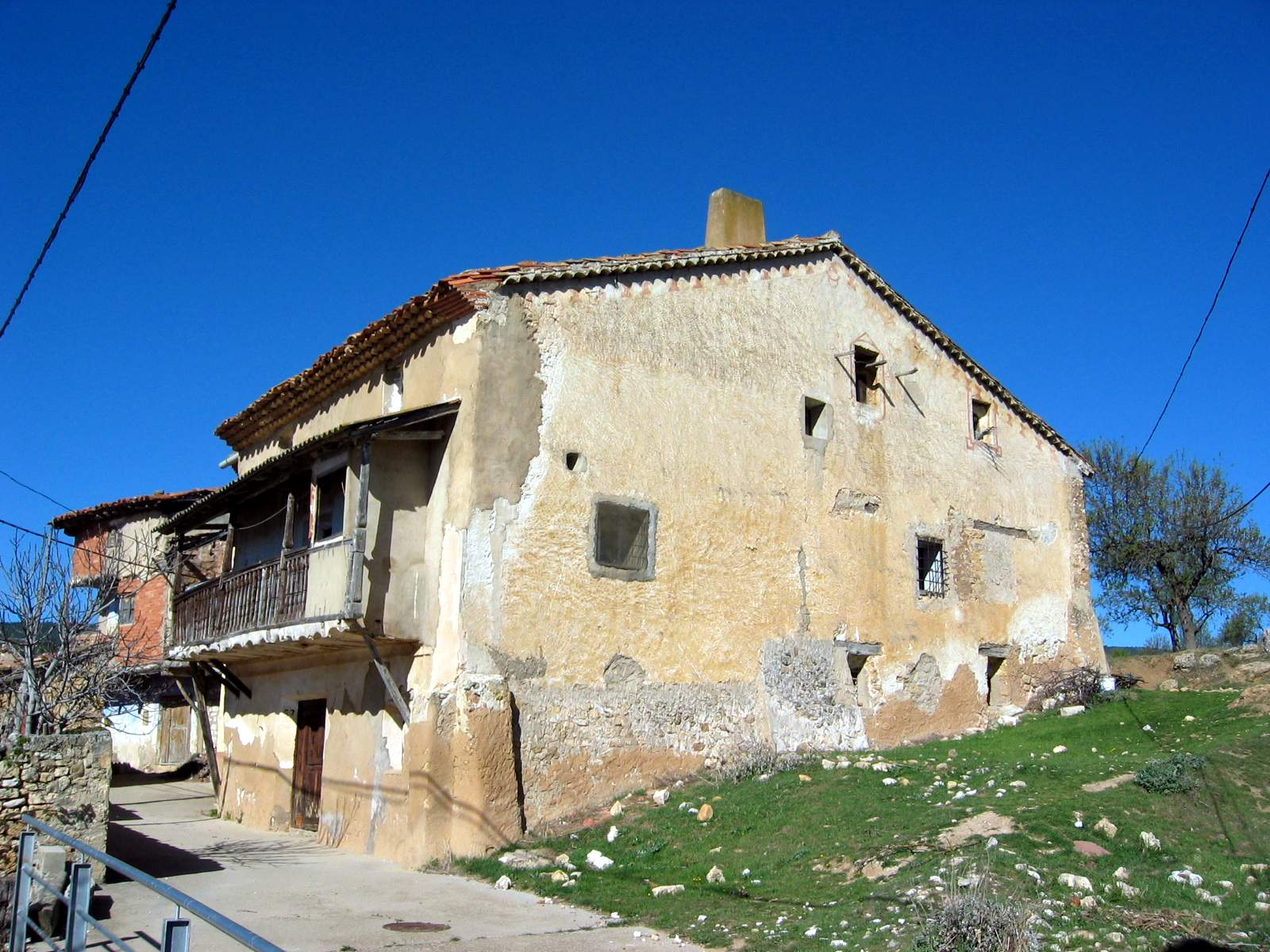
Construcción tradicional (vernacular) en Negrón, Vallanca (Valencia).
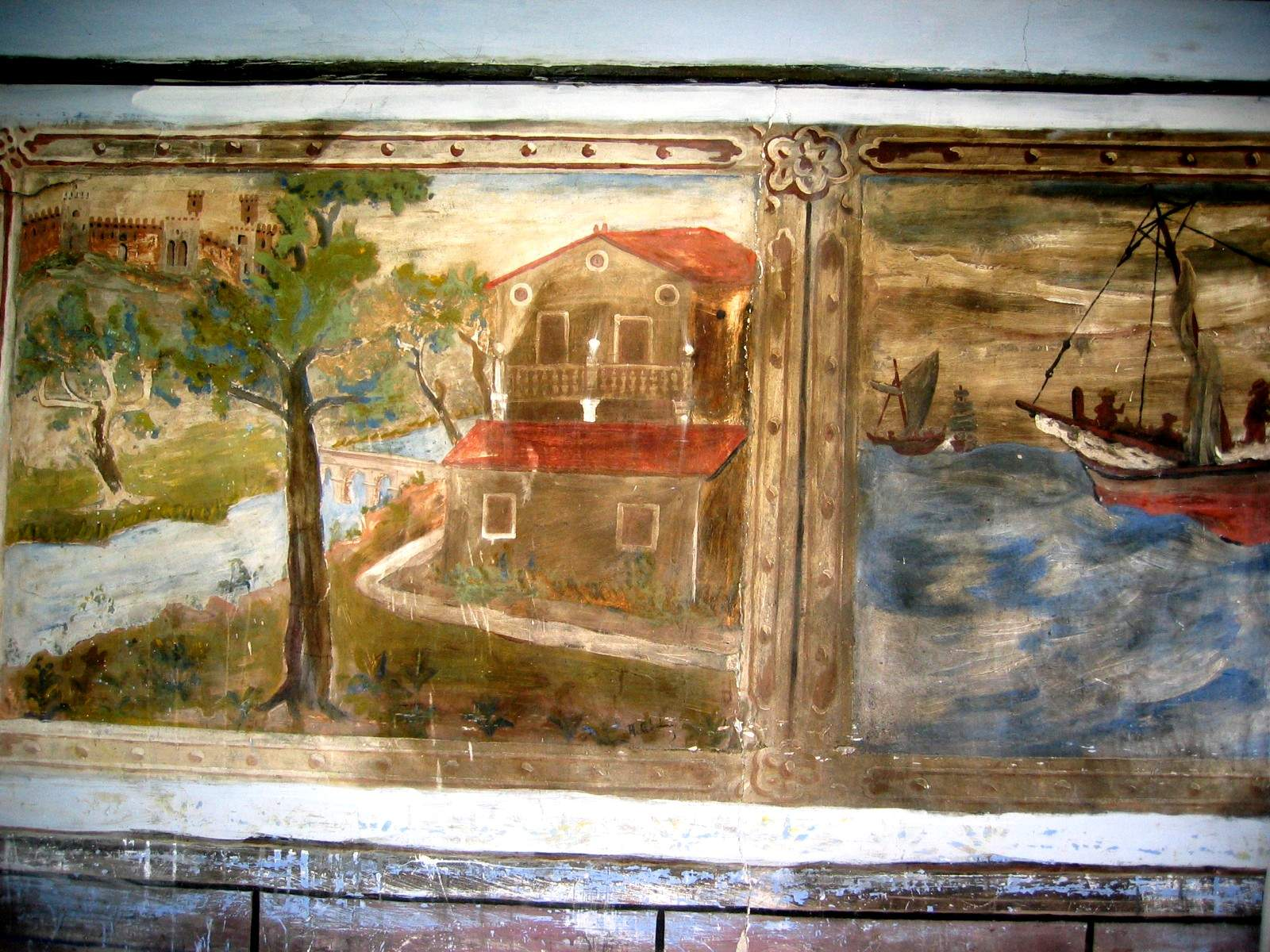
Detalle de pinturas murales en una casa de Negrón, Vallanca (Valencia). Intersiglo XIX-XX.
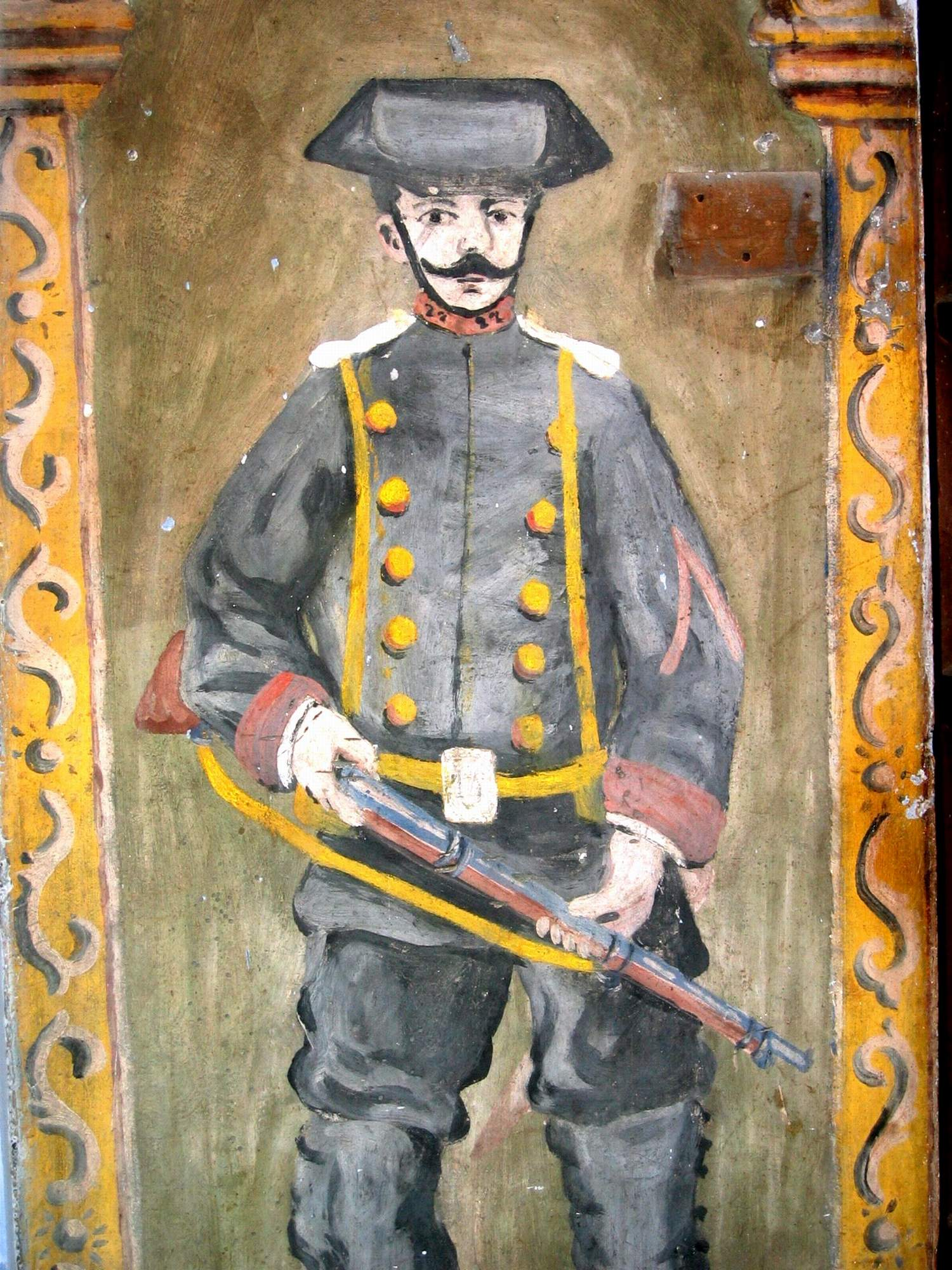
Detalle de pinturas murales en una casa de Negrón, Vallanca (Valencia). Intersiglo XIX-XX.
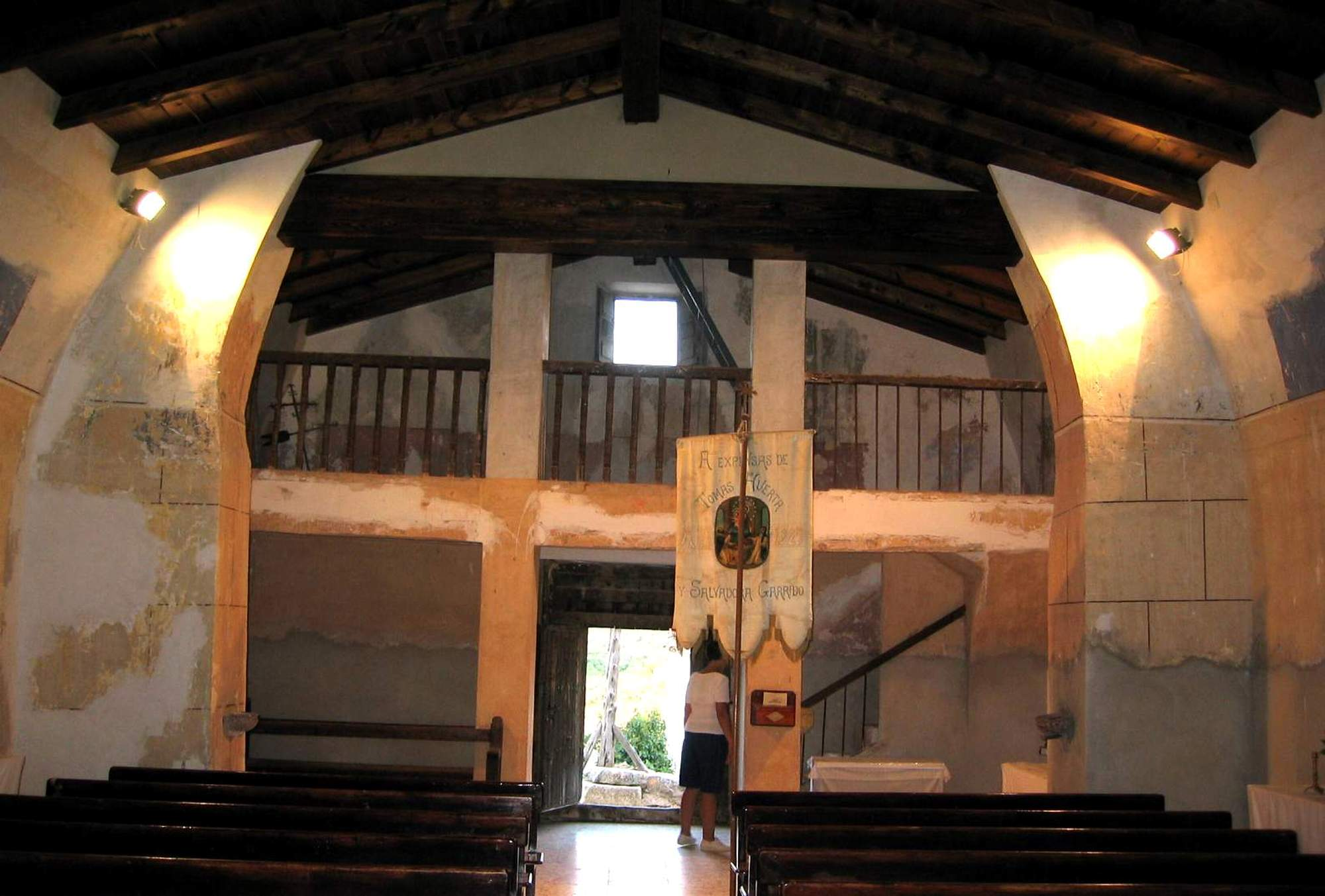
Vista del coro en la iglesia de Negrón, Vallanca (Valencia).